# Findling von Riant Mont

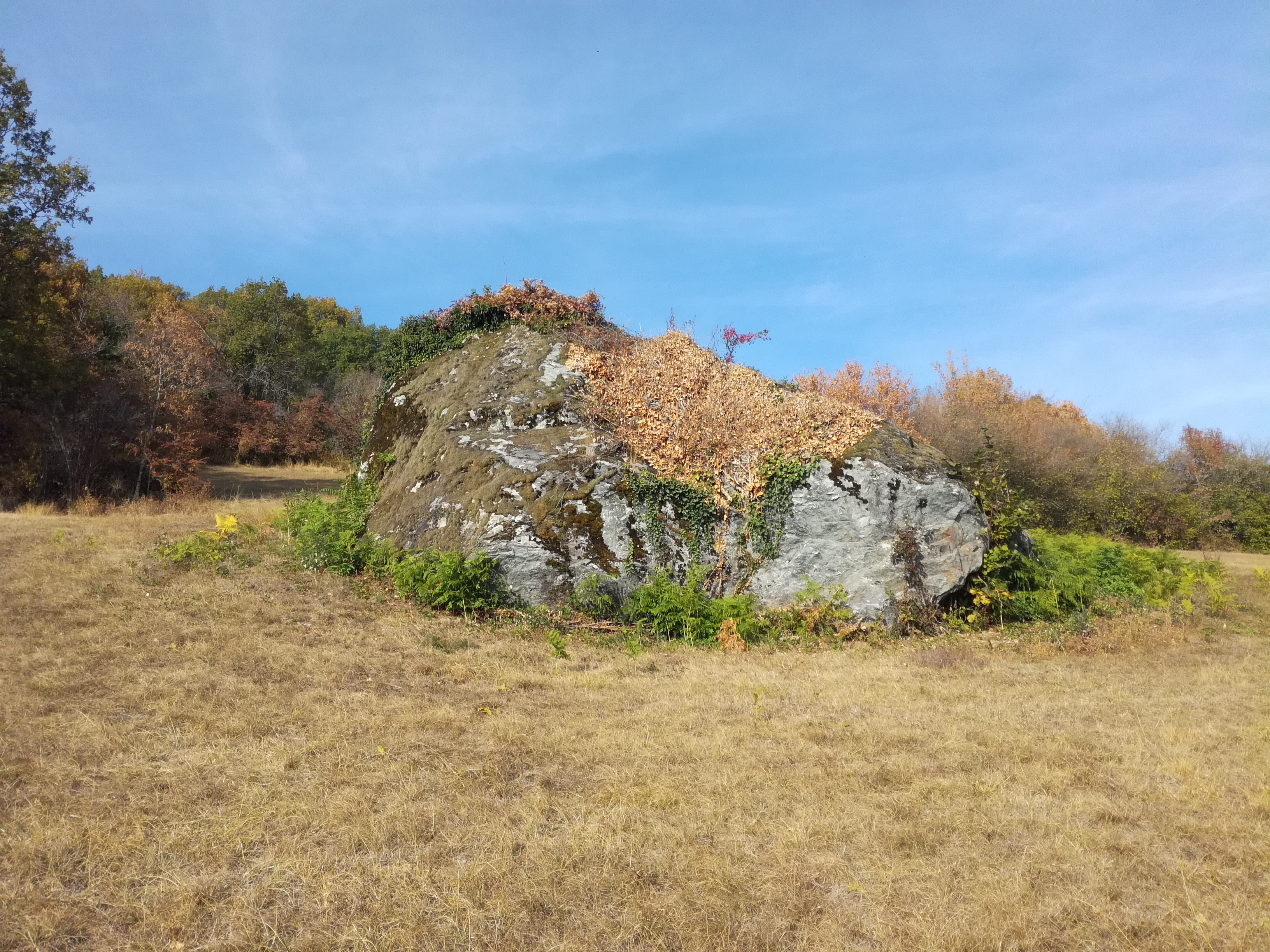
Findling von Riant Mont

Der Findling von Riant Mont ist ein Granitblock, der von einem Alpengletscher in der Eiszeit an seinen heutigen Ort transportiert wurde. Der Findling liegt nordöstlich von Vesancy im Département Ain, nahe der Grenze zur Schweiz und zum Département Jura in Frankreich.
Der etwa 9,0 Meter lange und 7,5 Meter breite Block ist etwa 6,0 Meter hoch. Der Stein trägt ein Schälchen und prähistorische Wetzrillen.
Der Findling ist seit 1909 unter Schutz gestellt und als „Bloc erratique de Riant Mont“ in die Liste des sites naturels classés de l’Ain eingetragen.